# Bankfeiertag
Bankfeiertage oder Bankenfeiertage (englisch bank holidays, seltener banking holidays) sind die zusätzlichen, unter Umständen von gesetzlichen Feiertagsregelungen abweichenden Tage, an denen Kreditinstitute keine Bankgeschäfte abwickeln. Der Bankfeiertag bildet den Komplementärbegriff zu den Bankarbeitstagen.

## Feiertage
Unter einem Feiertag (englisch: holiday) wird allgemein ein jährlich wiederkehrender, gewöhnlich arbeitsfreier Tag verstanden, der häufig religiösen Ursprungs ist, aber auch weltlichen Charakter haben kann.
In vielen Staaten wird dabei unterschieden zwischen nationalen Feiertagen, die einheitlich landesweit gelten, und regionalen Feiertagen, die nur in einer bestimmten Region als Feiertag anerkannt sind, während im Rest des Staates ein normaler Arbeitstag besteht.

## Deutschland
Sonn- und Feiertage gelten als „Tage der Arbeitsruhe und der seelischen Erhebung“ und sind verfassungsmäßig (Art. 140 Grundgesetz, Art. 139 WRV) garantiert. Feiertage sind für Beschäftigte grundsätzlich arbeitsfrei (§ 9 Arbeitszeitgesetz), die Feiertagsgesetze der Bundesländer ordnen allgemeine Arbeitsruhe an.

### Nationale Feiertage
Es gibt bundeseinheitlich gesetzliche Feiertage (1. Januar, Karfreitag, Ostermontag, 1. Maifeiertag, Pfingstmontag, Christi Himmelfahrt, Tag der Deutschen Einheit, 1. und 2. Weihnachtsfeiertag), an denen auch Banken in Deutschland nicht arbeiten. Darüber hinaus bestehen Bankfeiertage (Heiligabend und Silvester), an denen Kreditinstitute geschlossen sind, während ansonsten ein normaler oder eingeschränkter Arbeitstag besteht.
Die für Kreditinstitute maßgeblichen Zahlungsverkehrssysteme des Groß- bzw. Individualzahlungsverkehrs (TARGET2, Hausbankverfahren (HBV)) sind jedoch nur an den gesetzlichen Feiertagen geschlossen, die seitens des ESZB (Europäisches System der Zentralbanken) als TARGET-Feiertage definiert sind (1. Januar, Karfreitag, Ostermontag, 1. Mai, 1. und 2. Weihnachtsfeiertag).:S. 3 Bereits hier entsteht eine Diskrepanz, da TARGET an Pfingstmontag, Christi Himmelfahrt und dem Tag der deutschen Einheit arbeitet.

### Regionale Feiertage
Als regionale Feiertage gelten jene Feiertage, die auf eine bestimmte geografische Region (Bundesland oder sogar Gemeinden eines Bundeslandes) begrenzt sind, während für den Rest eines Staates normale Arbeitstagsregelungen bestehen. Regionale Feiertage sind Dreikönig, Fronleichnam, Mariä Himmelfahrt, der Reformationstag, der Buß- und Bettag, Allerheiligen, der Frauentag sowie das Augsburger Friedensfest.
An einem regionalen Feiertag sind alle Zahlungsverkehrsverfahren (TARGET2, HBV, EMZ und SEPA-Clearer des EMZ „Elektronischer Massenzahlungsverkehr“) der Deutschen Bundesbank bundesweit in Betrieb. Bei regionalen Feiertagsregelungen sind die betroffenen Filialen der Bundesbank geschlossen, beleghafte Ein-/Auslieferungen bzw. Datenträgerein-/auslieferungen sind – im Gegensatz zu Ein-/Auslieferungen per Datenfernübertragung (DFÜ) – dort nicht möglich. Für Konten, die bei einer Bundesbankfiliale geführt werden, die wegen des regionalen Feiertages geschlossen ist, sind daher Besonderheiten zu beachten, die die Bundesbank in einer Übersicht zusammengefasst hat. Ob die Bundesbank Gutschriften oder Belastungen vornimmt, hängt davon ab, ob die Filiale im Gebiet eines regionalen Feiertags liegt oder nicht.:S. 14

### Unechte Feiertage
Darüber hinaus finden in bestimmten Regionen festliche Ereignisse statt, zu denen eventuell die Arbeit ruht oder eingeschränkt ist. Da es sich dabei aber nicht um vom Gesetzgeber festgelegte Feiertage handelt, spricht man in diesem Fall auch von „unechten Feiertagen“ oder „Brauchtumstagen“. Brauchtum sind bestimmte soziale Verhaltensweisen, Traditionen und Sitten, die meist von der Mehrheit einer Gesellschaft freiwillig akzeptiert und beachtet werden. Als „fester Bestandteil“ der Gesellschaft/Kultur wird es im Alltagsleben respektiert.
Hierzu gehören u. a.:
- Karneval, Fastnacht und Fasching: Rosenmontag und Karnevals-/Faschingsdienstag (der Aschermittwoch danach ist der siebte Mittwoch vor Ostern)
- Erntedankfest: meist der erste Sonntag im Oktober
- Martinstag: 11. November
- Nikolaus: 6. Dezember

Als einziger Bankfeiertag aus der Kategorie der unechten Feiertage hat sich der Rosenmontag in den Karnevalshochburgen (Köln, Mainz, Düsseldorf) etabliert. Banken in diesen Regionen arbeiten dann nicht, sodass auch hier von Bankfeiertagen gesprochen werden kann. Da jedoch außerhalb dieser Regionen gearbeitet wird und alle Zahlungsverkehrssysteme in Betrieb sind, müssen die betroffenen Filialkreditinstitute für interne Betriebsbereitschaft sorgen.

## Österreich
Die bundeseinheitlichen Feiertage in Österreich gelten auch für das Bankwesen. Österreichische Banken sind generell an Samstagen und Sonntagen geschlossen. Im Kollektivvertrag für Angestellte der Banken und Bankiers werden zudem der Karsamstag, der Pfingstsamstag und der 24. Dezember als Bankfeiertage festgelegt. Im Unterschied zu Deutschland ist der Karfreitag in Österreich kein Bankfeiertag – da TARGET2 an diesem Tag jedoch einen Schließtag einhält, gehen damit „gesonderte Abwicklungsmodalitäten im Zahlungsverkehr“ einher.

## International
Das EU-weite Zahlungsverkehrssystem TARGET2 arbeitet nicht ganzjährig, sondern berücksichtigt einige Bankfeiertage. Als „TARGET2-Tage“ gelten nicht Samstag, Sonntag, Neujahrstag (1. Januar), Karfreitag, Ostermontag, Tag der Arbeit (1. Mai) sowie der erste und zweite Weihnachtstag (25. und 26. Dezember). In der Beziehung zwischen Kunde und Bank sind Bankarbeitstage alle Wochentage mit Ausnahme von Samstag und Sonntag sowie der jeweiligen nationalen und regionalen Feiertage. Ist eine Zahlung am Pfingstmontag fällig, erfolgt die TARGET2-Verrechnung (Interbank Settlement Date) auch am Pfingstmontag (kein TARGET2-Feiertag); da dieser in Deutschland ein Bankfeiertag ist, erfolgt die kundenseitige Belastung erst am darauffolgenden Dienstag. Daraus hat sich in der internationalen Konsortial- und Vertragspraxis und im internationalen Kreditverkehr der Begriff Bankarbeitstag (Business Day) entwickelt.

### Vereinigtes Königreich und Irland
Zu den Bankfeiertagen des LIBOR gehören der 1. Januar, Karfreitag, Ostermontag, May Day (erster Montag im Mai), Spring Bank Holiday (letzter Montag im Mai), Summer Bank Holiday (letzter Montag im August), Christmas Day (25. Dezember) und Boxing Day / Saint Stephen's Day (26. Dezember).
Folgende Bankfeiertage gelten im Vereinigten Königreich und Irland:
| Bankfeiertage in Großbritannien und Irland | Bankfeiertage in Großbritannien und Irland | Einschränkungen                                                              |
| ------------------------------------------ | ------------------------------------------ | ---------------------------------------------------------------------------- |
| 1. Januar                                  | Neujahr                                    |                                                                              |
| 2. Januar                                  |                                            | nur Schottland                                                               |
| 17. März                                   | Saint Patrick’s Day                        | nur Nordirland und Irland                                                    |
| variabel                                   | Karfreitag                                 |                                                                              |
| variabel                                   | Maifeiertag                                | erster und letzter Montag im Mai (Spring Bank Holiday)                       |
| variabel                                   | Ostermontag                                | nicht in Schottland                                                          |
| variabel                                   | Pfingstmontag                              | nur Republik Irland                                                          |
| 12. Juli                                   | Battle of the Boyne (Orangemen’s day)      | nur Nordirland                                                               |
| letzter Montag im August                   | Sommerfeiertag                             | in Schottland und Republik Irland: erster Montag (und letzter Oktobermontag) |
| 6. Dezember                                | Unabhängigkeitstag                         | nur Republik Irland                                                          |
| 25. Dezember                               | Weihnachten                                |                                                                              |
| 26. Dezember                               | Boxing Day / Saint Stephen's Day           |                                                                              |

### USA
In den USA arbeiten die Banken außer Samstag, Sonntag, Ostern und Weihnachten nicht am Thanksgiving Day, Veterans Day, Columbus Day, Labor Day, Independence Day und President’s Day.

## Feiertagsauswirkung
International haben sich die TARGET-Feiertage als Bankfeiertage durchgesetzt. Das bedeutet, dass weltweit Zahlungen nicht stattfinden oder weitergeleitet werden, in deren Zahlungskette TARGET eingeschaltet ist. Von dieser TARGET-Regelung gibt es zahlreiche nationale oder regionale Abweichungen. Einerseits kann es vorkommen, dass es weniger Bankfeiertage gibt als es die TARGET-Regelung vorsieht, andererseits gibt es zahlreiche nationale oder regionale Sonderregelungen, die mehr Bankfeiertage als TARGET anordnen. Wird in einem Staat oder einer Region an einem Tag gearbeitet, der als TARGET-Feiertag gilt, so können dort an diesem Tag keine TARGET-Transaktionen durchgeführt werden. Umgekehrt handelt es sich um einen Bankfeiertag, wenn ein Kreditinstitut an einem TARGET-Arbeitstag geschlossen ist.
Grundsätzlich gilt eine Feiertagsregelung und damit Arbeitsruhe an dem Ort, wo der Feiertag geschützt ist. Hat demnach ein Kreditinstitut mehrere Filialen, so kann an einem bestimmten Tag die Arbeitsregelung unterschiedlich ausfallen. Besteht an einem bestimmten Arbeitsort ein regionaler Feiertag, so ruht hier die Arbeit, während in anderen Filialen ein normaler Arbeitstag herrscht. Das gilt auch auf internationaler Ebene.

### Situation in Deutschland
Im Überweisungsrecht im Bürgerlichen Gesetzbuch (BGB) gelten als „Bankgeschäftstage“ diejenigen Werktage (außer Sonnabende), an denen alle an der Überweisung beteiligten Kreditinstitute gewöhnlich geöffnet haben. Geschäftstag ist danach jeder Tag, an dem das an der Ausführung eines Zahlungsvorgangs beteiligte Kreditinstitut den für die Ausführung von Zahlungsvorgängen erforderlichen Geschäftsbetrieb unterhält.
Nationale oder regionale gesetzliche Feiertage bei einem der in der Überweisungskette zwischengeschalteten Kreditinstituten zählen also bei der Ausführungsfristberechnung nicht mit (§ 675n Abs. 1 BGB). Für Überweisungen beginnt daher die eintägige Ausführungsfrist erst an einem Bankgeschäftstag. Im Umkehrschluss sind deshalb diejenigen Tage als Bankfeiertage anzusehen, an denen bei einem an der Überweisung beteiligten Kreditinstitut gewöhnlich geschlossen ist. Deshalb zählen nationale oder regionale gesetzliche Feiertage bei der Ausführungsfrist nicht mit.

## Geschichte
Der Ausdruck Bankfeiertag geht auf die englische Entsprechung bank holiday zurück. Im Jahre 1871 wurde in England der Bank Holidays Act erlassen, der für England/Irland/Wales jeweils 4 und für Schottland 5 (zum Teil andere) bank holidays vorsah. Die hiermit 1871 gesetzlich eingeführten Bankfeiertage sind Oster- und Pfingstmontag sowie der 26. (oder, wenn dieser ein Sonntag ist, der 27.) Dezember und der erste Montag im August. Der Summer Bank Holiday wurde 1965 vom ersten Montag im August auf den letzten Montag im August verlegt. Genau ein Jahrhundert später kam 1971 der Banking and Financial Dealings Act, der bis heute die bank holidays in Großbritannien regelt.
In den USA sind Banken an sogenannten federal holidays geschlossen, während hier der Begriff bank holiday mit der Zwangsschließung von Kreditinstituten etwa im Rahmen des Emergency Banking Act vom 9. März 1933 assoziiert wird. Am 5. März 1933 ordnete der gerade in sein Amt eingeführte US-Präsident Franklin D. Roosevelt einen 4-tägigen bank holiday mit Hilfe des Kongresses an. Grund hierfür war und ist, dass die Banken einen extra Tag lang keine Auszahlungen vornehmen müssen (ein wirtschaftlicher Vorteil für die Geldinstitute).
Auch in Deutschland ist der Begriff zunächst mit Banken- oder Börsenkrisen in Verbindung gebracht worden. So sah eine Verordnung des Reichspräsidenten über Bankfeiertage vom 13. Juli 1931 vor, dass die Reichsregierung im Zusammenhang mit der Krise der Darmstädter und Nationalbank KGaA Bankfeiertage bestimmen durfte.
Noch heute stellen Bankfeiertage eine von vielen Maßnahmenoptionen bei Banken- oder Börsenkrisen dar. Dann handelt es sich um „angeordnete Bankfeiertage“, also die aufsichtsrechtlich veranlasste Schließung einzelner oder aller Bankfilialen an Tagen, die eigentlich als Bankarbeitstag gelten. Hierzu ist die BaFin nach § 46 Abs. 1 Nr. 5 KWG ermächtigt, die vorübergehende Schließung eines Instituts für den Kundenverkehr anzuordnen.